# كازوناري واتانابي
كازوناري واتانابي (الكورية: 渡邉一成) مواليد 12 أغسطس 1983 في اليابان، هو دراج ياباني. شارك في دورة الألعاب الأولمبية الصيفية.